# Världsmästerskapet i schack 1927
Världsmästerskapet i schack 1927 var en titelmatch mellan den regerande världsmästaren José Raúl Capablanca och utmanaren Alexander Aljechin. Den spelades i Buenos Aires mellan den 16 september och 29 november 1927 och slutade med att Aljechin blev ny världsmästare.
Capablanca var favorit i matchen av flera skäl. Han hade varit obesegrad under 8 år från 1916 till 1924, han hade aldrig förlorat ett parti mot Aljechin och han hade vunnit den starka turneringen i New York tidigare under 1927 före Aljechin.
Matchen spelades som först till sex vunna partier. Aljechin, som blev fransk medborgare under matchen, vann 6 partier, Capablanca 3 och 25 slutade remi.

## Bakgrund
Aljechin utmanade Capablanca första gången 1921 efter att ha vunnit turneringen i Haag. Capablanca var då nybliven världsmästare och hade redan utmanats av Akiba Rubinstein. 
Efter turneringen i London 1922 kom de ledande spelarna (Capablanca, Alejchin, Bogoljubov, Maróczy, Réti, Rubinstein, Tartakower och Vidmar) överens om de så kallade Londonreglerna. De innebar bland annat att utmanaren var tvungen att garantera en prissumma på 10 000 dollar.
Varken Rubinstein eller Aljechin klarade av att säkra finansieringen. Även Frank Marshall utmanade Capablanca under 1923 men det ledde inte heller till någon match.
Vid FIDE-kongressen 1926 beslutade man att ”avsända en skrivelse till Capablanca med anhållan, att han med övriga ledande stormästare måtte sammankomma för att revidera överenskommelsen i London 1922, vilken förbundet ansåg utgöra ett svårt hinder för åstadkommande av tävlingar om den högsta utmärkelsen inom schackvärlden”.
1926 utmanades ändå Capablanca av först Aaron Nimzowitsch och sedan Aljechin. Den här gången hade Aljechin säkrat ekonomiskt stöd från det argentinska schackförbundet som gärna ville se en match med Capablanca i landet. När Nimzowitsch inte klarade av att garantera prissumman så accepterade Capablanca Aljechins utmaning.

## Regler
Matchen spelades enligt Londonreglerna. Den förste som vann sex partier skulle bli världsmästare (remier räknades inte). Betänketiden var 40 drag på två och en halv timme.

## Resultat
| Namn                 | Parti | Parti | Parti | Parti | Parti | Parti | Parti | Parti | Parti | Parti | Parti | Parti | Parti | Parti | Parti | Parti | Parti | Parti | Parti | Parti | Parti | Parti | Parti | Parti | Parti | Parti | Parti | Parti | Parti | Parti | Parti | Parti | Parti | Parti | Vinster |
| Namn                 | 1     | 2     | 3     | 4     | 5     | 6     | 7     | 8     | 9     | 10    | 11    | 12    | 13    | 14    | 15    | 16    | 17    | 18    | 19    | 20    | 21    | 22    | 23    | 24    | 25    | 26    | 27    | 28    | 29    | 30    | 31    | 32    | 33    | 34    | Vinster |
| -------------------- | ----- | ----- | ----- | ----- | ----- | ----- | ----- | ----- | ----- | ----- | ----- | ----- | ----- | ----- | ----- | ----- | ----- | ----- | ----- | ----- | ----- | ----- | ----- | ----- | ----- | ----- | ----- | ----- | ----- | ----- | ----- | ----- | ----- | ----- | ------- |
| José Raúl Capablanca | 0     | ½     | 1     | ½     | ½     | ½     | 1     | ½     | ½     | ½     | 0     | 0     | ½     | ½     | ½     | ½     | ½     | ½     | ½     | ½     | 0     | ½     | ½     | ½     | ½     | ½     | ½     | ½     | 1     | ½     | ½     | 0     | ½     | 0     | 3       |
| Alexander Aljechin   | 1     | ½     | 0     | ½     | ½     | ½     | 0     | ½     | ½     | ½     | 1     | 1     | ½     | ½     | ½     | ½     | ½     | ½     | ½     | ½     | 1     | ½     | ½     | ½     | ½     | ½     | ½     | ½     | 0     | ½     | ½     | 1     | ½     | 1     | 6       |